# Stamboom Irene van Oranje-Nassau (1939)
Dit is de stamboom van Irene van Oranje-Nassau (1939).
| Stamboom Irene van Oranje-Nassau (1939)                                             | Stamboom Irene van Oranje-Nassau (1939) | Stamboom Irene van Oranje-Nassau (1939) | Stamboom Irene van Oranje-Nassau (1939) | Stamboom Irene van Oranje-Nassau (1939) | Stamboom Irene van Oranje-Nassau (1939)                                                        | Stamboom Irene van Oranje-Nassau (1939)                                                        | Stamboom Irene van Oranje-Nassau (1939)                                                        | Stamboom Irene van Oranje-Nassau (1939)                                                        | Stamboom Irene van Oranje-Nassau (1939)                                                                    | Stamboom Irene van Oranje-Nassau (1939)                                                                    | Stamboom Irene van Oranje-Nassau (1939)                                                                    | Stamboom Irene van Oranje-Nassau (1939)                                                                    | Stamboom Irene van Oranje-Nassau (1939)                                                      | Stamboom Irene van Oranje-Nassau (1939)                                                        | Stamboom Irene van Oranje-Nassau (1939)                                                            | Stamboom Irene van Oranje-Nassau (1939)                                                      |
| ----------------------------------------------------------------------------------- | --- | --- | --- | --- | ---------------------------------------------------------------------------------------------- | ---------------------------------------------------------------------------------------------- | ---------------------------------------------------------------------------------------------- | ---------------------------------------------------------------------------------------------- | --- | --- | --- | --- | -------------------------------------------------------------------------------------------- | ---------------------------------------------------------------------------------------------- | -------------------------------------------------------------------------------------------------- | -------------------------------------------------------------------------------------------- |
| Betbetovergrootouders                                                               | Wilhelm van Lippe-Biesterfeld (1777-1840) x 1803 Dorothea Von Unruh (1781-1854)                                                                                | Friedrich van Castell-Castell (1791-1875) x 1816 Friederike van Hohenlohe Langenburg (1793-1859)                                                               | Caesar Von Wartensleben (1785-1851) x 1809 Friederike Von Gfug (1789-1831)                                                                                     | Arnold Halbach (1787-1860) x 1821 Johanna Bohlen (1800-1882)                                                                                                   | Friedrich Von Cramm (1768-1815) x 1811 Charlotte Von Uetterodt (1786-1858)                     | Philip Von Cramm (1762-1820) x 1816 Philippine Von Griesheim (1790-1886)                       | Kaspar Von Sierstorpff Driburg (1750-1842) x 1810 Charlotte Von Vincke (1780-1833)             | Ludwig von Vincke (1774-1844) x 11810 Eleonore von Syberg (1788-1826)                          | Frederik Lodewijk van Mecklenburg-Schwerin (1778-1819) x 1799 Helena Pavlovna Romanov (1784-1803)          | Frederik Willem III van Pruisen (1770-1840) x 1793 Louise van Mecklenburg-Strelitz (1776-1810)             | Karel Günther van Schwarzburg-Rudolstadt (1771-1825) x 1793 Louise van Hessen-Homburg (1772-1854)          | Otto Victor van Schönburg (1785-1859) x 1817 Thecla van Schwarzburg-Rudolstadt (1795-1861)                 | Willem I van Oranje-Nassau (1772-1843) x 1791 Wilhelmina van Pruisen (1774-1837)             | Paul I Romanov (1754-1801) x 1776 Sophia Dorothea van Württemberg (1759-1828) Maria Fjodorovna | George van Waldeck-Pyrmont (1789-1845) x 1823 Emma van Anhalt-Bernburg-Schaumburg-Hoym (1802-1858) | Wilhelm van Nassau (1792-1839) x 1829 Pauline van Württemberg (1810-1856)                    |
| Betovergrootouders                                                                  | Julius van Lippe-Biesterfeld (1812-1844) x 1839 Adelaide van Castell-Castell (1818-1900)                                                                       | Julius van Lippe-Biesterfeld (1812-1844) x 1839 Adelaide van Castell-Castell (1818-1900)                                                                       | Leopold van Wartensleben (1818-1846) x 1841 Mathilde Halbach (1822-1848)                                                                                       | Leopold van Wartensleben (1818-1846) x 1841 Mathilde Halbach (1822-1848)                                                                                       | Adold van Cramm (1812-1879) x 1839 Hedwig van Cramm (1819-1891)                                | Adold van Cramm (1812-1879) x 1839 Hedwig van Cramm (1819-1891)                                | Ernst Eberhard van Sierstorpff-Driburg (1813-1855) x 1844 Karoline van Vincke (1822-1870)      | Ernst Eberhard van Sierstorpff-Driburg (1813-1855) x 1844 Karoline van Vincke (1822-1870)      | Paul Frederik van Mecklenburg-Schwerin (1800-1842) x 1822 Alexandrine van Pruisen (1803-1892)              | Paul Frederik van Mecklenburg-Schwerin (1800-1842) x 1822 Alexandrine van Pruisen (1803-1892)              | Frans Frederik van Schwarzburg-Rudolstadt (1801-1875) x 1847 Mathilda van Schönburg-Waldenburg (1826-1914) | Frans Frederik van Schwarzburg-Rudolstadt (1801-1875) x 1847 Mathilda van Schönburg-Waldenburg (1826-1914) | Willem II van Oranje-Nassau (1792-1849) x 1816 Anna Romanov (1795-1865)                      | Willem II van Oranje-Nassau (1792-1849) x 1816 Anna Romanov (1795-1865)                        | George Victor van Waldeck-Pyrmont (1831-1893) x 1853 Helena van Nassau (1831-1888)                 | George Victor van Waldeck-Pyrmont (1831-1893) x 1853 Helena van Nassau (1831-1888)           |
| Overgrootouders                                                                     | Ernst Casimir van Lippe-Biesterfeld (1842-1904) x 1869 Caroline van Wartensleben (1844-1905)                                                                   | Ernst Casimir van Lippe-Biesterfeld (1842-1904) x 1869 Caroline van Wartensleben (1844-1905)                                                                   | Ernst Casimir van Lippe-Biesterfeld (1842-1904) x 1869 Caroline van Wartensleben (1844-1905)                                                                   | Ernst Casimir van Lippe-Biesterfeld (1842-1904) x 1869 Caroline van Wartensleben (1844-1905)                                                                   | Aschwin van Sierstorpff-Cramm (1846-1909) x 1872 Hedwig van Sierstorpff (1848-1900)            | Aschwin van Sierstorpff-Cramm (1846-1909) x 1872 Hedwig van Sierstorpff (1848-1900)            | Aschwin van Sierstorpff-Cramm (1846-1909) x 1872 Hedwig van Sierstorpff (1848-1900)            | Aschwin van Sierstorpff-Cramm (1846-1909) x 1872 Hedwig van Sierstorpff (1848-1900)            | Frederik Frans II van Mecklenburg-Schwerin (1823-1883) x 1868 Marie van Schwarzburg-Rudolstadt (1850-1922) | Frederik Frans II van Mecklenburg-Schwerin (1823-1883) x 1868 Marie van Schwarzburg-Rudolstadt (1850-1922) | Frederik Frans II van Mecklenburg-Schwerin (1823-1883) x 1868 Marie van Schwarzburg-Rudolstadt (1850-1922) | Frederik Frans II van Mecklenburg-Schwerin (1823-1883) x 1868 Marie van Schwarzburg-Rudolstadt (1850-1922) | Willem III van Oranje-Nassau (1817-1890) x 1879 Emma van Waldeck-Pyrmont (1858-1934)         | Willem III van Oranje-Nassau (1817-1890) x 1879 Emma van Waldeck-Pyrmont (1858-1934)           | Willem III van Oranje-Nassau (1817-1890) x 1879 Emma van Waldeck-Pyrmont (1858-1934)               | Willem III van Oranje-Nassau (1817-1890) x 1879 Emma van Waldeck-Pyrmont (1858-1934)         |
| Grootouders                                                                         | Bernhard van Lippe-Biesterfeld (1872-1934) x 1909 Armgard van Sierstorpff-Cramm (1883-1971)                                                                    | Bernhard van Lippe-Biesterfeld (1872-1934) x 1909 Armgard van Sierstorpff-Cramm (1883-1971)                                                                    | Bernhard van Lippe-Biesterfeld (1872-1934) x 1909 Armgard van Sierstorpff-Cramm (1883-1971)                                                                    | Bernhard van Lippe-Biesterfeld (1872-1934) x 1909 Armgard van Sierstorpff-Cramm (1883-1971)                                                                    | Bernhard van Lippe-Biesterfeld (1872-1934) x 1909 Armgard van Sierstorpff-Cramm (1883-1971)    | Bernhard van Lippe-Biesterfeld (1872-1934) x 1909 Armgard van Sierstorpff-Cramm (1883-1971)    | Bernhard van Lippe-Biesterfeld (1872-1934) x 1909 Armgard van Sierstorpff-Cramm (1883-1971)    | Bernhard van Lippe-Biesterfeld (1872-1934) x 1909 Armgard van Sierstorpff-Cramm (1883-1971)    | Hendrik van Mecklenburg-Schwerin (1876-1934) x 1901 Wilhelmina van Oranje-Nassau (1880-1962)               | Hendrik van Mecklenburg-Schwerin (1876-1934) x 1901 Wilhelmina van Oranje-Nassau (1880-1962)               | Hendrik van Mecklenburg-Schwerin (1876-1934) x 1901 Wilhelmina van Oranje-Nassau (1880-1962)               | Hendrik van Mecklenburg-Schwerin (1876-1934) x 1901 Wilhelmina van Oranje-Nassau (1880-1962)               | Hendrik van Mecklenburg-Schwerin (1876-1934) x 1901 Wilhelmina van Oranje-Nassau (1880-1962) | Hendrik van Mecklenburg-Schwerin (1876-1934) x 1901 Wilhelmina van Oranje-Nassau (1880-1962)   | Hendrik van Mecklenburg-Schwerin (1876-1934) x 1901 Wilhelmina van Oranje-Nassau (1880-1962)       | Hendrik van Mecklenburg-Schwerin (1876-1934) x 1901 Wilhelmina van Oranje-Nassau (1880-1962) |
| Ouders                                                                              | Bernhard van Lippe-Biesterfeld (1911-2004) x 1937 Juliana van Oranje-Nassau (1909-2004)                                                                        | Bernhard van Lippe-Biesterfeld (1911-2004) x 1937 Juliana van Oranje-Nassau (1909-2004)                                                                        | Bernhard van Lippe-Biesterfeld (1911-2004) x 1937 Juliana van Oranje-Nassau (1909-2004)                                                                        | Bernhard van Lippe-Biesterfeld (1911-2004) x 1937 Juliana van Oranje-Nassau (1909-2004)                                                                        | Bernhard van Lippe-Biesterfeld (1911-2004) x 1937 Juliana van Oranje-Nassau (1909-2004)        | Bernhard van Lippe-Biesterfeld (1911-2004) x 1937 Juliana van Oranje-Nassau (1909-2004)        | Bernhard van Lippe-Biesterfeld (1911-2004) x 1937 Juliana van Oranje-Nassau (1909-2004)        | Bernhard van Lippe-Biesterfeld (1911-2004) x 1937 Juliana van Oranje-Nassau (1909-2004)        | Bernhard van Lippe-Biesterfeld (1911-2004) x 1937 Juliana van Oranje-Nassau (1909-2004)                    | Bernhard van Lippe-Biesterfeld (1911-2004) x 1937 Juliana van Oranje-Nassau (1909-2004)                    | Bernhard van Lippe-Biesterfeld (1911-2004) x 1937 Juliana van Oranje-Nassau (1909-2004)                    | Bernhard van Lippe-Biesterfeld (1911-2004) x 1937 Juliana van Oranje-Nassau (1909-2004)                    | Bernhard van Lippe-Biesterfeld (1911-2004) x 1937 Juliana van Oranje-Nassau (1909-2004)      | Bernhard van Lippe-Biesterfeld (1911-2004) x 1937 Juliana van Oranje-Nassau (1909-2004)        | Bernhard van Lippe-Biesterfeld (1911-2004) x 1937 Juliana van Oranje-Nassau (1909-2004)            | Bernhard van Lippe-Biesterfeld (1911-2004) x 1937 Juliana van Oranje-Nassau (1909-2004)      |
| Irene van Oranje-Nassau (1939) x 1964-1981 Carel Hugo van Bourbon-Parma (1930-2010) | | | | |                                                                                                |                                                                                                |                                                                                                |                                                                                                | | | | |                                                                                              |                                                                                                | |                                                                                              |
| Kinderen                                                                            | Carlos (1970) x 2010 Annemarie (1977) | Carlos (1970) x 2010 Annemarie (1977) | Carlos (1970) x 2010 Annemarie (1977) | Carlos (1970) x 2010 Annemarie (1977) | Margarita (1972) x 2001-2006 Edwin de Roy van Zuydewijn (1966) x 2008 Tjalling ten Cate (1975) | Margarita (1972) x 2001-2006 Edwin de Roy van Zuydewijn (1966) x 2008 Tjalling ten Cate (1975) | Margarita (1972) x 2001-2006 Edwin de Roy van Zuydewijn (1966) x 2008 Tjalling ten Cate (1975) | Margarita (1972) x 2001-2006 Edwin de Roy van Zuydewijn (1966) x 2008 Tjalling ten Cate (1975) | Jaime (1972) x 2013 Viktória Cservenyák (1982)                                                             | Jaime (1972) x 2013 Viktória Cservenyák (1982)                                                             | Jaime (1972) x 2013 Viktória Cservenyák (1982)                                                             | Jaime (1972) x 2013 Viktória Cservenyák (1982)                                                             | Carolina (1974) x 2012 Albert Brenninkmeijer (1974)                                          | Carolina (1974) x 2012 Albert Brenninkmeijer (1974)                                            | Carolina (1974) x 2012 Albert Brenninkmeijer (1974)                                                | Carolina (1974) x 2012 Albert Brenninkmeijer (1974)                                          |
| Kleinkinderen                                                                       | Carlos Hugo Roderik Sybren (1997) (buitenechtelijk) Luisa Irene Constance Anna Maria (2012) Cecilia Maria Johanna Beatrix (2013) Carlos Enrique Leonard (2016) | Carlos Hugo Roderik Sybren (1997) (buitenechtelijk) Luisa Irene Constance Anna Maria (2012) Cecilia Maria Johanna Beatrix (2013) Carlos Enrique Leonard (2016) | Carlos Hugo Roderik Sybren (1997) (buitenechtelijk) Luisa Irene Constance Anna Maria (2012) Cecilia Maria Johanna Beatrix (2013) Carlos Enrique Leonard (2016) | Carlos Hugo Roderik Sybren (1997) (buitenechtelijk) Luisa Irene Constance Anna Maria (2012) Cecilia Maria Johanna Beatrix (2013) Carlos Enrique Leonard (2016) | Julia Carolina Catharina (2008) Paola Cecilia Laurentien (2011)                                | Julia Carolina Catharina (2008) Paola Cecilia Laurentien (2011)                                | Julia Carolina Catharina (2008) Paola Cecilia Laurentien (2011)                                | Julia Carolina Catharina (2008) Paola Cecilia Laurentien (2011)                                | Zita Clara (2014) Gloria Irene (2016)                                                                      | Zita Clara (2014) Gloria Irene (2016)                                                                      | Zita Clara (2014) Gloria Irene (2016)                                                                      | Zita Clara (2014) Gloria Irene (2016)                                                                      | Alaïa-Maria Irene Cécile (2014) Xavier Albert Alphons (2015)                                 | Alaïa-Maria Irene Cécile (2014) Xavier Albert Alphons (2015)                                   | Alaïa-Maria Irene Cécile (2014) Xavier Albert Alphons (2015)                                       | Alaïa-Maria Irene Cécile (2014) Xavier Albert Alphons (2015)                                 |